# 장굉
장굉(張紘, 153년 ~ 212년)은 중국 후한 말기의 군웅 손권(孫權)의 모사이며, 자는 자강(子綱)이고 광릉군 사람이다. 지략이 깊고 문장이 뛰어났다.

## 생애
부친을 지극히 모셨다. 가난하게 살며 밭을 갈 때도 경서를 몸에서 떼지 않았고, 밤낮을 가리지 않고 부지런히 하니 약관(弱冠)이 되어서는 살림이 넉넉해졌다.
젊어서는 수도인 낙양(洛陽)에 유학하였고, 광릉군으로 돌아가 무재로 천거되어 대장군 하진(何進), 태위 주준(朱儁), 사공 순상에게 부름을 받았으나 출사하지 않았다.
195년, 재야에 묻혔을 때 장소 (동오)(張昭)와 함께 이장(二張)으로 불려, 손책(孫策)이 그 소문을 듣고 찾아 장소와 장굉을 등용하기 위해 여러 번 방문한 끝에 등용하였다. 장굉은 정의교위로 임명되었다. 여포(呂布)가 서주를 습격하여 서주목이 되자 장굉을 무재로 천거하였으나, 장굉은 여포를 싫어했고 손책도 장굉을 아껴 여포에게 장굉을 보내지 않았다.
건안 4년(199년), 손책의 명령으로 당시 최대 군주인 조조가 있는 낙양에 갔다가, 그곳에 머물러 시어사가 되었고, 소부 공융(孔融)과 친교를 맺었다. 사공 조조(曹操)는 장굉을 천거하여 사공연으로 삼고, 나중에는 구강태수에 임명하려 했으나, 장굉은 손책의 옛 은혜로 말미암아 칭병하고 물러났다.
200년, 손책이 죽자 조조가 이를 틈타 오 땅을 도모하려 하는 것을 간하여, 이를 기회로 강동에 은혜를 베풀기를 주장했다. 조조는 이를 받아들여 손권을 토로장군·영 회계태수로 임명했고, 장굉에게는 손권을 돕게 하여 회계동부도위로 임명했다. 이후 손권을 섬겨 예리한 통찰력으로 주군에게 번번이 간언하였다.
208년, 적벽 대전이 일어나던 당시에는 장소, 고옹(顧雍) 등의 문관들과 함께 조조와 전쟁을 치르는 것을 반대하였으며, 손권에게 손책과 같이 혈기에 넘쳐 전선에 나서려는 것에 간언하였다.
그 후, 손권에게 수도를 건업(建業)으로 천도할 것을 진언하였고, 손권이 실행한 후 병사하였다.

## 《삼국지연의》에서 장굉
《삼국지연의》의 내용은 정사와 비슷하였으나, 장굉이 손권에게 수도를 건업으로 천도할 것을 진언하며 병사하였다.
이때 손권은 죽기 전까지 나라를 생각하는 장굉을 충신이라며 건업으로 천도하였다.

## 친척 관계
장현은 남군태수, 상서를 지냈다. 《강표전》에서는 아버지 장굉에는 미치지 못한다고 평했다.
장상은 말제 손호(孫皓) 시대에 시랑이 되었고, 시중, 중서령을 지냈다. 말제의 명령으로 고금을 익혀, 후에 진 평공이 사광에게 청각조를 연주하게 한 옛 일을 들어 말제를 깨우치고자 했다. 말제는 이를 싫어하여, 나중에 다른 일로 장상을 하옥하고, 건안으로 보내 배를 만들게 했다가, 오래지 않아 주살했다.

## 같이 보기
- 삼국지 인물 목록